# Hans Fyoll
Hans Fyoll (auch: Fyol, Viol) (* 1460 in Frankfurt am Main; † 1531 ebenda) war ein deutscher Maler.

## Leben
Fyoll war ein Sohn Conrad Fyolls und Enkel Sebald Fyolls in Frankfurt am Main. 1469 starb seine Mutter, 1477 wird er als Gehilfe seines Vaters bei Restaurierungsarbeiten am Römer erwähnt, der 1486 starb. 1487 erwarb er das Frankfurter Bürgerrecht. Er wohnte ab 1488 im Haus Leitrechen in der Fahrgasse (Nr. 102, im Zweiten Weltkrieg vernichtet). Der Bezug des Hauses mag anlässlich der Hochzeit mit seiner Frau Magarethe von Buchenau erfolgt sein, die 1492 das erste Mal Erwähnung findet.
Ab 1500 häufen sich Einträge gegen ihn in den Gerichtsbüchern, die zusammenfassend folgern lassen, dass Fyoll weit über seine Verhältnisse lebte. Die Klagen beziehen sich nämlich nicht nur auf ausstehende Rechnungen für Heim, Hof und Malutensilien, sondern auch auf Luxusgüter wie etwa teure Stoffe. Dies wird noch durch die Bedebucheinträge dieser Zeit bestätigt, nach denen Fyoll oftmals keine oder nur sehr wenig Steuern zahlte, obgleich er über ein regelmäßiges Einkommen verfügte.
1521 starb seine erste Frau, die ihm einen Sohn namens Hans, der später Vikar an St. Bartholomäus wurde, sowie die Töchter Anna und Kunigunde geschenkt hatte. Noch im selben Jahr heiratete er die Witwe Margarethe, die drei Kinder in die Ehe brachte. Wie ein Testament der Ehegatten von 1523 verrät, war Fyolls zweite Frau offenbar besser gestellt und besaß neben größerem Hausrat auch Äcker und Wiesen bei Reifenberg im Taunus. Als er Anfang 1531 starb, hatte sich dennoch weder seine finanzielle Situation merklich gebessert noch war die Zahl seiner gerichtlichen Auseinandersetzungen merklich gesunken.

## Werk
1499 schuf Fyoll die Tafel mit Christus am Kreuz, die über dem Eingang zur Ratsstube hing. 1500 gestaltete er den Neubau des Barfüßerklosters mit Wandmalereien und Weißbinderarbeiten und schuf für dasselbe Kloster ein Sippenbild. Der ihm früher zugeschriebene Sippenaltar im Historischen Museum stammt dagegen nicht sicher von ihm. Er ist zwar mit H. F. signiert, und auch ein 1496 im Selbstbildnis des Meisters von Frankfurt, wie man den Künstler des Altars hilfsweise bezeichnet, angegebenes Geburtsjahr würde mit dem Fyolls übereinstimmen. Da der Altar jedoch, wie üblich, von einem frommen Privatmann bezahlt wurde, lässt sich keine urkundliche und somit seriöse Zuschreibung treffen.
Fyoll war der Lehrer Conrad Fabers, der 1526 als sein Geselle und bereits erfolgreicher Porträtist bei ihm Erwähnung findet. Aus erhaltenen Urkunden geht hervor, dass er eine große Werkstatt für Kirchenbilder führte. Ihm ist jedoch kein heute erhaltenes Werk mit Sicherheit zuzuschreiben.